# Эльзер, Иоганн Георг
Иога́нн Гео́рг Э́льзер (нем. Johann Georg Elser; 4 января 1903, Хермаринген — 9 апреля 1945, Дахау) — немецкий антифашист, террорист-одиночка, в 1939 году совершивший неудачное покушение на Адольфа Гитлера, Германа Геринга и Йозефа Геббельса. Вскоре после покушения был заключён в концлагерь и пребывал в заключении на протяжении почти всей Второй мировой войны. Казнён в Дахау 9 апреля 1945 года.

## Биография
Родился 4 января 1903 года в Хермарингене в семье Людвига Эльзера и Марии Мюллер. Получил специальность плотника, в возрасте 19 лет начал работать в столярных мастерских в Кёнигсброне, Алене и Хайденхайме. Был верующим протестантом; в 1928—1929 годы состоял в Союзе красных фронтовиков, боевой организации Коммунистической партии Германии, и в профсоюзе работников деревообрабатывающей промышленности. В коммунистической партии никогда не состоял, но голосовал за неё на выборах и поддерживал связи с некоторыми её членами.
Никогда не был женат, но имел внебрачного сына Манфреда, которого усыновил муж его бывшей подруги.

## Покушение
После прихода нацистов к власти в Германии Эльзер, будучи обеспокоен милитаризацией Германии и опасаясь, что нацисты ввергнут страну в большую войну, пришёл к выводу о необходимости физического устранения Гитлера. Согласно его собственным заявлениям, сделанным на допросах, окончательно он решился на убийство Адольфа Гитлера после подписания Мюнхенского соглашения, так как понял, что «европейские державы не собираются мешать Гитлеру». Начало войны в Польше усилило его решимость. По его словам, он страстно желал «избежать ещё большего кровопролития».

### Подготовка
5 августа 1939 года Эльзер приехал в Мюнхен, где на несколько месяцев арендовал квартиру, представившись соседям художником, которому якобы нужно абсолютное уединение для работы — таким образом он обезопасил себя от неожиданных визитов и посторонних глаз. Совершив обход мест, где любил появляться Гитлер, пришёл к выводу, что самым подходящим для покушения местом является пивной зал «Бюргербройкеллер», где когда-то начинался Пивной путч, и куда каждую годовщину этого события Гитлер приезжал специально, чтобы выступить перед ветеранами Национал-социалистической немецкой рабочей партии Германии (НСДАП). Затем он устроился на работу на каменоломни в Кёнигсброне и в течение месяца украл там 105 динамитных шашек и около 125 детонаторов к ним.
С конца августа 1939 года Эльзер каждый вечер заходил в пивную как обычный посетитель и заказывал ужин и кружку пива на 60 пфеннигов. За некоторое время до закрытия заведения он выходил из основного зала якобы в туалет и прятался в подсобном помещении, где дожидался ночи. Ночью он выходил в зал и вручную с помощью зубила и молотка выдалбливал углубление в колонне, перед которой ежегодно устанавливали трибуну для выступления Гитлера. Опасаясь, что его могут услышать, Эльзер соблюдал меры предосторожности. Туалеты «Бюргербройкеллер» были оборудованы автоматической системой, благодаря которой в них через каждые 10 минут в течение 15—30 секунд производился слив воды, создававший сильный шум; Эльзер работал только в эти моменты. Ближе к утру он покидал пивную через чёрный ход, предварительно замаскировав все следы своих ночных работ.
Параллельно с этим Эльзер собрал взрывное устройство, которое имело сложную конструкцию и было снабжено двумя часовыми механизмами; по оценкам экспертов, активировать устройство можно было за 72 часа до детонации. В ночь с 7 на 8 ноября 1939 года он установил это устройство в колонну.

### Взрыв
8 ноября 1939 года в «Бюргербройкеллер» собралось около 3000 человек, в том числе всё высшее руководство нацистской Германии и Мюнхена. В предыдущие годы Гитлер выступал с полутора- или двухчасовой речью (это происходило с 20:30 до 22:00 или 22:30), после чего возвращался в Берлин на самолёте. Эльзер запланировал взрыв на 21:20 — примерно на середину выступления, но его планам помешало внезапное изменение погоды. На этот раз из-за сильного тумана лететь на самолёте было нельзя и Гитлер планировал возвращаться в Берлин на личном поезде, отправка которого из Мюнхена была запланирована в 21:30, поэтому выступление было скорректировано — оно началось на полчаса раньше — в 20:00, а речь была сокращена до одного часа. Закончив выступать в 21:00 и после этого немного пообщавшись с ветеранами НСДАП, Гитлер покинул зал; по одним данным, это произошло в 21:07 (за тринадцать минут до взрыва), по другим — в 21:13 (за семь минут). Взрыв произошёл ровно в 21:20, как и планировал Эльзер. Взрывная волна разрушила часть крыши и разметала несколько рядов слушателей, находившихся наиболее близко к трибуне. На момент взрыва многие уже покинули зал, в нём оставалось приблизительно 120 человек; семь человек погибли на месте, один скончался в больнице и 63 человека было ранено. В числе погибших, помимо членов НСДАП, была официантка, разносившая кружки с пивом.
Гитлер узнал о взрыве только во время остановки поезда в Нюрнберге.

## Арест
Покинув Мюнхен, Эльзер направился к швейцарской границе и попытался незаконно пересечь её. Около 20:45, то есть за 35 минут до взрыва, он был задержан германским пограничным патрулём. При обыске у него были обнаружены открытки с изображением интерьера зала пивной «Бюргербройкеллер», где крестиком была отмечена колонна, которую он заминировал, кусачки и несколько чертежей взрывного устройства. Несмотря на это, его арестовали лишь за попытку незаконного перехода границы. Около 23 часов германское радио сообщило о попытке покушения на Гитлера, после чего Эльзер был немедленно передан сотрудникам гестапо и в ходе допроса во всём сознался, заявив, что подготовил и осуществил покушение в одиночку, без чьей-либо помощи.

## Заключение и казнь
В качестве «особого заключённого» Георг Эльзер был помещён в концлагерь Заксенхаузен, где содержался в тюрьме Целленбау, затем переведён в Дахау. 9 апреля 1945 года, за 20 дней до захвата Дахау союзниками, с ведома Гитлера и по личному распоряжению Гиммлера, он был расстрелян лично комендантом Дахау Эдуардом Вейтером. Официальные германские власти утверждали, что он погиб в результате бомбардировки территории лагеря Союзниками.

## Последствия
На допросах Эльзер заявлял, что подготовил и осуществил покушение в одиночку, без чьей-либо помощи, но следователи не могли в это поверить. Гиммлер считал, что за покушением стоят британские секретные службы, что стало поводом для запуска операции, впоследствии получившей название «Инцидент в Венло», в ходе которой немецкой контрразведкой на территории Нидерландов были захвачены двое агентов британских спецслужб.

## Память
В Кёнигсброне установлена мемориальная доска в честь Георга Эльзера; также его именем названы ряд улиц и площадей, ему установлено несколько  памятников.
В 2003 году в Германии выпущена почтовая марка в честь Эльзера.
В 2011 году в Берлине на пересечении улиц Вильгельмштрассе и Ан дер Колоннаде ему установлен памятник.

### В кино
- Австрийский режиссёр Клаус Мария Брандауэр в 1989 году снял фильм «Георг Эльзер: человек из Германии»[11].
- В 2015 году вышел фильм Оливера Хиршбигеля «Взорвать Гитлера», основанный на событиях из жизни Георга Эльзера.